# 北海道道307号留辺蘂停車場線
北海道道307号留辺蘂停車場線（ほっかいどうどう307ごう るべしべていしゃじょうせん）は、北海道北見市内を結ぶ一般道道（北海道道）である。

## 概要

### 路線データ
- 起点：北海道北見市留辺蘂町東町（JR北海道 石北本線 留辺蘂駅）
- 終点：北海道北見市留辺蘂町旭西（国道39号交点）
- 路線延長：2.1 km（実延長）

## 歴史
- 1957年（昭和32年）7月25日 - 268号として路線認定[1]。
- 1994年（平成6年）10月1日 - 路線番号を307号に変更[2]。

## 地理

### 通過する自治体
- オホーツク総合振興局
  - 北見市

### 交差する道路
北見市
- 国道39号 - 留辺蘂町旭西（終点）

### 沿線にある施設など
北見市
- JR北海道 石北本線 留辺蘂駅 - 留辺蘂町東町
- 留辺蘂郵便局 - 留辺蘂町仲町95-16
- 北見信用金庫留辺蘂支店 - 留辺蘂町仲町33
- 留辺蘂栄町簡易郵便局 - 留辺蘂町栄町5-2
- 北見市立留辺蘂小学校 - 留辺蘂町栄町18
- 北見市立留辺蘂中学校 - 留辺蘂町旭西193